# 救助工作車
救助工作車（きゅうじょこうさくしゃ）は、日本の消防の特別救助隊や高度救助隊、特別高度救助隊等が使用する日本の消防車の一つ。

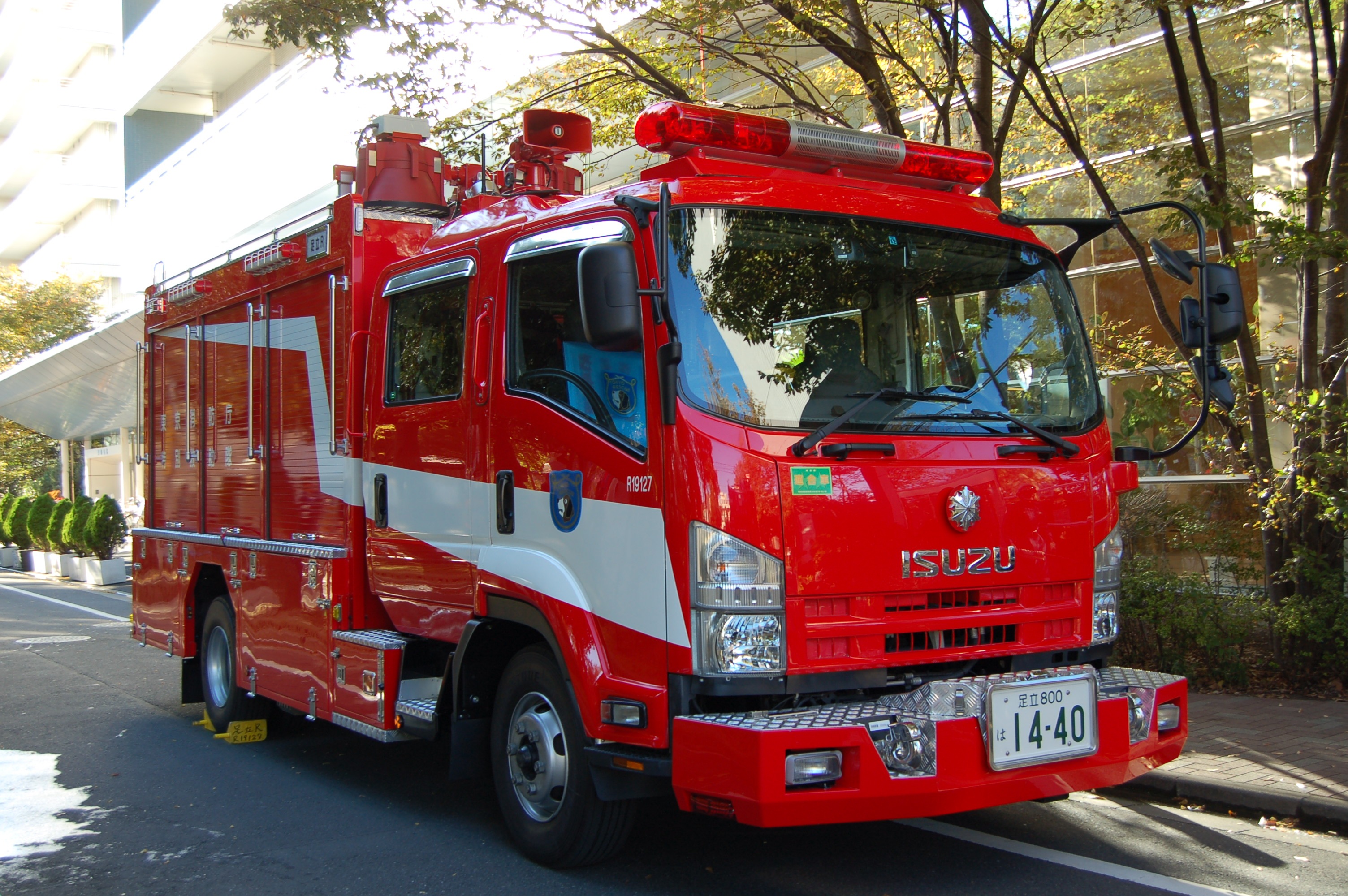
東京消防庁の救助車II型

正式な名称は救助工作車○型。一般では救助隊の通称である「レスキュー隊」が使用することから、レスキュー車とも称される。東京消防庁や札幌市消防局などでは救助車と呼ばれている。
火災や交通事故、自然災害など一般生活上で起きるさまざまな救助事案に対応するため、多数の救助資機材を積載し現場へ急行して救助活動を展開する。
また、警察には消防の救助工作車を水色や緑色で配色した広域レスキュー車や機動救助車等のレスキュー車が存在する。

## 概要
救助工作車や救助車、レスキュー車などと呼ばれている。
主にウインチ、照明装置、クレーンなどを装備し、中型トラックをベースとした車両が一般的。フロントにウインチを装備するため、バンパーが他の消防車よりも大きく張り出しているのが特徴である。近年ではバンパーの張り出しを抑えた車両も登場している。ほとんどがダブルキャブの車両だが、シングルキャブの車両も存在する。
全国の消防本部に特別救助隊が設置されたのに合わせ、II型の救助工作車が全国の消防に多く導入されていた。この後、阪神・淡路大震災の教訓から震災対策・広域応援のために緊急消防援助隊制度が発足し、東京消防庁の消防救助機動部隊（通称:ハイパーレスキュー）や政令指定都市の消防局及び中核市消防本部に特別高度救助隊・高度救助隊など震災対応部隊が創設された。現在ではI型からIV型の車両があり、自治体の規模や受け持ち地区の地形、用途などによりハイルーフ（屋根を高くしている車）、バス型などの車両が配備されている。

車体側面のシャッター部には稲妻マーク（つばめマークやコウノトリの羽根とも）や所属本部名等のマーキングがつき、自治体によって個性が見られる。

類似の車両としては林野火災の装備を積載した林野工作車や水難救助隊の装備を積載した水難救助車が存在する。

救助工作車の運用方法については、各自治体によって異なる場合がある。東京消防庁の場合、特別救助隊及びハイパーレスキュー(特別高度救助隊)が専任として運用しているが、京都市消防局の場合、専任救助隊ではなく兼任救助隊が救助工作車を運用しているケースがある。これは、各自治体の特色に合わせた合理的な運用方法で、ポンプ車あるいは化学車と、救助工作車を兼用で運用している。

## 救助工作車の種類
消防が運用する救助工作車は車両のサイズや装備する救助資機材などによりI型からIV型に分類されている。

### 救助工作車 I型
主に2～3tクラスのトラックシャーシをベースにした車両。以前は小規模な自治体が運用していることが多かったが、近年はI型を配備する自治体は減少傾向にある。
I型は国庫補助が受けられないことと、近年では救助専任ではなく、消火活動も行う兼任救助隊または一般の消火隊（ポンプ隊）が救助を兼任し使用する車両に救助資機材を積載し、救助対応ポンプ車として運用する自治体が増えている。例外として狭い道路が多い地域、建物密集地域、山間部などを管轄する自治体ではあえてI型を配備している。

### 救助工作車 II型
最も普及しているのがこのII型で、主に5～7tクラスのトラックシャーシをベースにしている。消火も行える車両を配備する自治体もある。
この場合は見た目がII型でも省令上の救助資機材や装備を満たさない場合はI型に扱われたり、そもそもポンプ車やタンク車に救助資機材を積載したものでポンプ車に分類される車両も多い。
近年はハイルーフ化（屋根を高くしたもの）して車内で救助資機材の着装などを楽に行なえるスペースを確保したものが一般的となっている。
地域の特性によって7～10tクラスのシャーシを使い、通常の救助資機材の他に水難救助や山岳救助など特定の資機材を充実させた車両や、逆に5〜7tクラスのシャーシに後部クレーンを装備せず、
全長を短くして道路の狭い地域や山間部等での使い勝手や積載資機材の収納スペース確保を優先させた車両もある。
クレーン等がなくても規格上II型に適合するが、阪神大震災以降配備される車両では後部クレーンと照明装置を装備した車両が一般的である。
シングルキャブを改造し、ハイルーフ化と後部座席のスペースを追加した車両をバス型と呼ぶ。バス型は車内で救助資機材の収納・取り出しや装備の着装などを行なえる広い後部スペースをもつ事から近年導入が増えている。
因みにバス型とは車両の形状を示す総称で、救助工作車の規格名ではない。
なお、通常はダブルキャブであるが職員数の関係や運用車両の数等の理由からあえてシングルキャブの車両を配備する自治体も存在する。

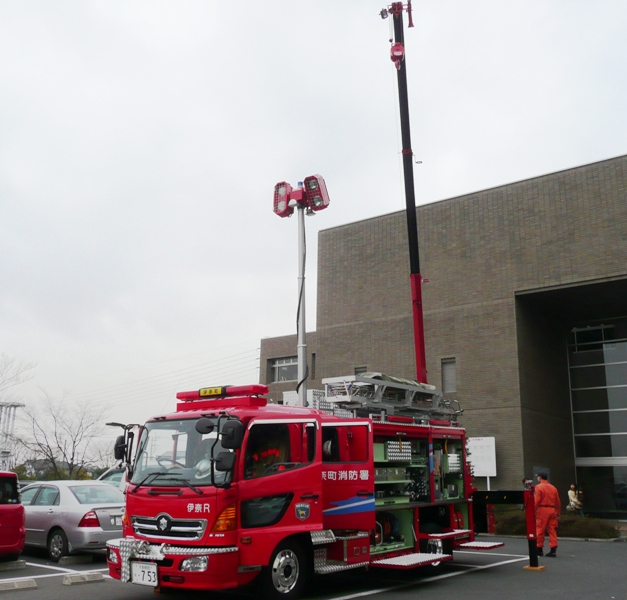
標準的なII型（前部） 伊奈町消防本部
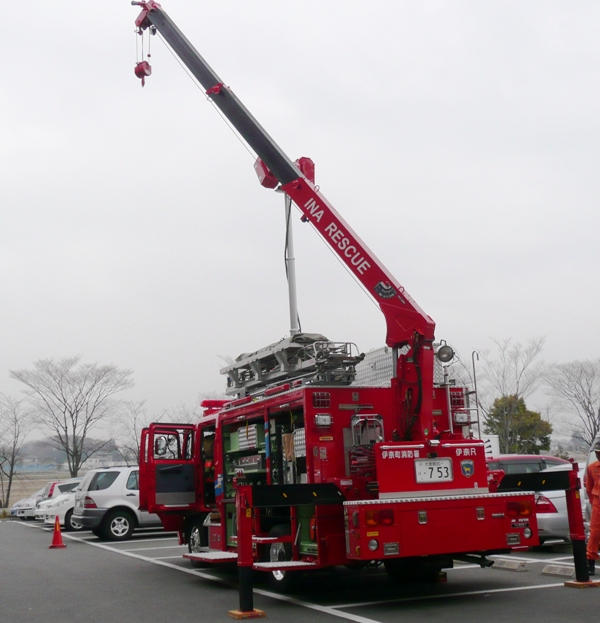
標準的なII型（後部） 伊奈町消防本部
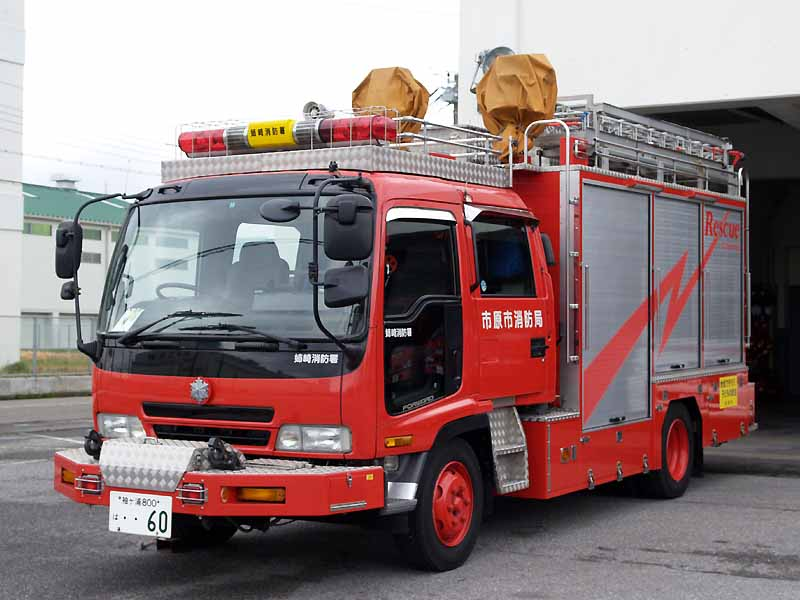
ポンプを装備し 後部クレーンを 装備していないII型 市原市消防局
ポンプを装備し 後部クレーンを 装備していないII型 横浜市消防局
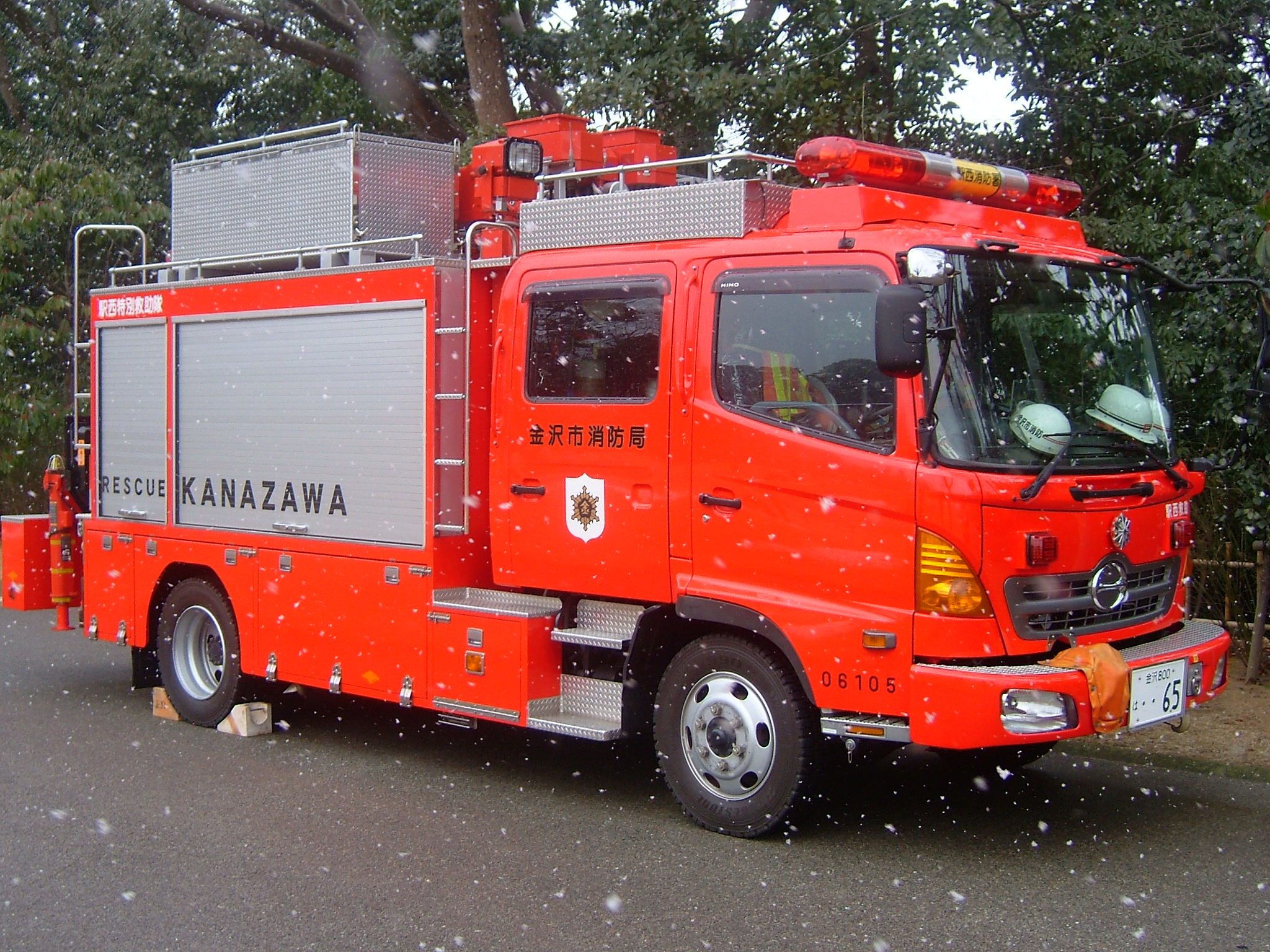
全長が短いII型 金沢市消防局
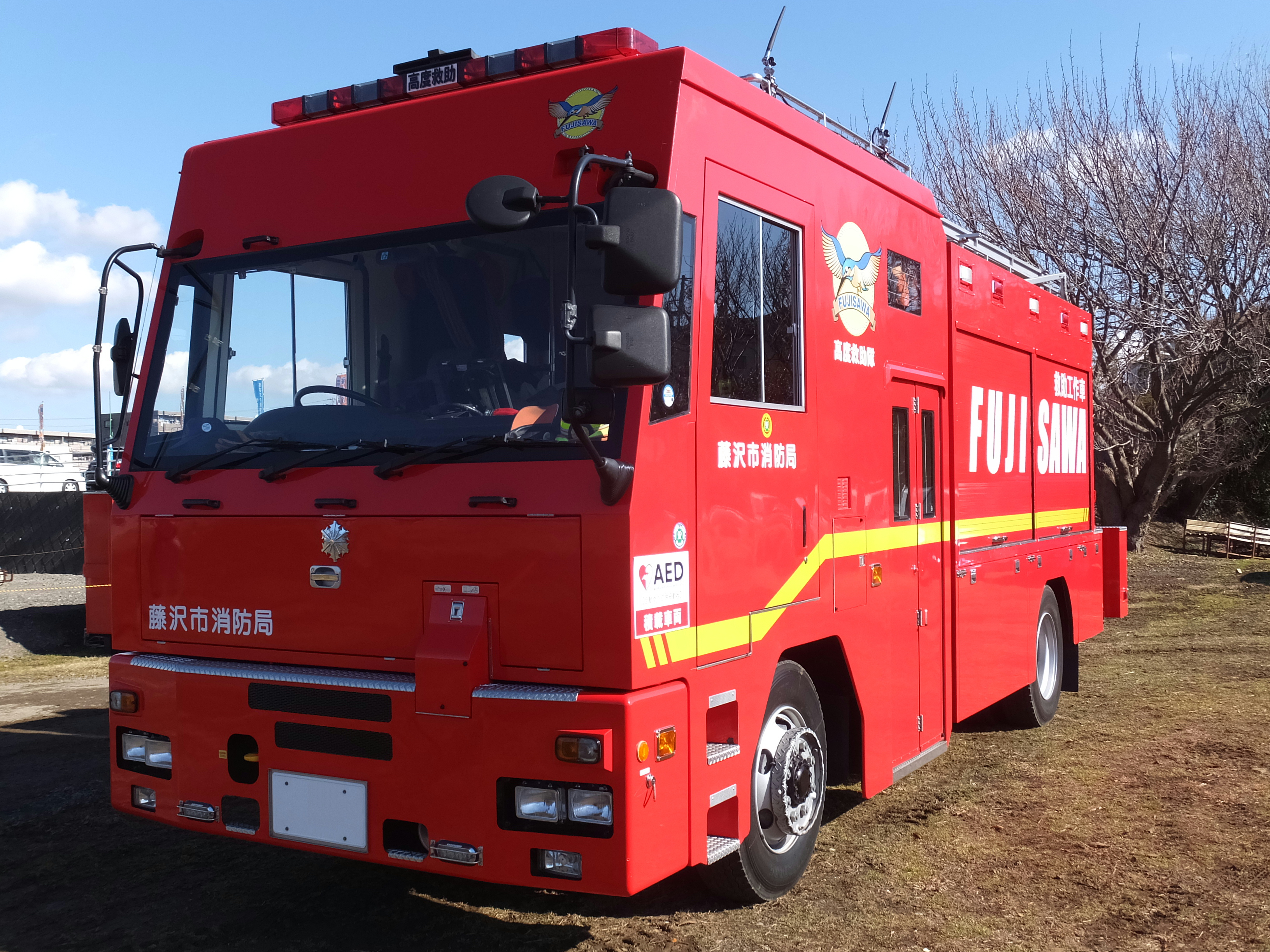
後部クレーンを装備しているバス型のII型 （前部） （旧車両） 藤沢市消防局
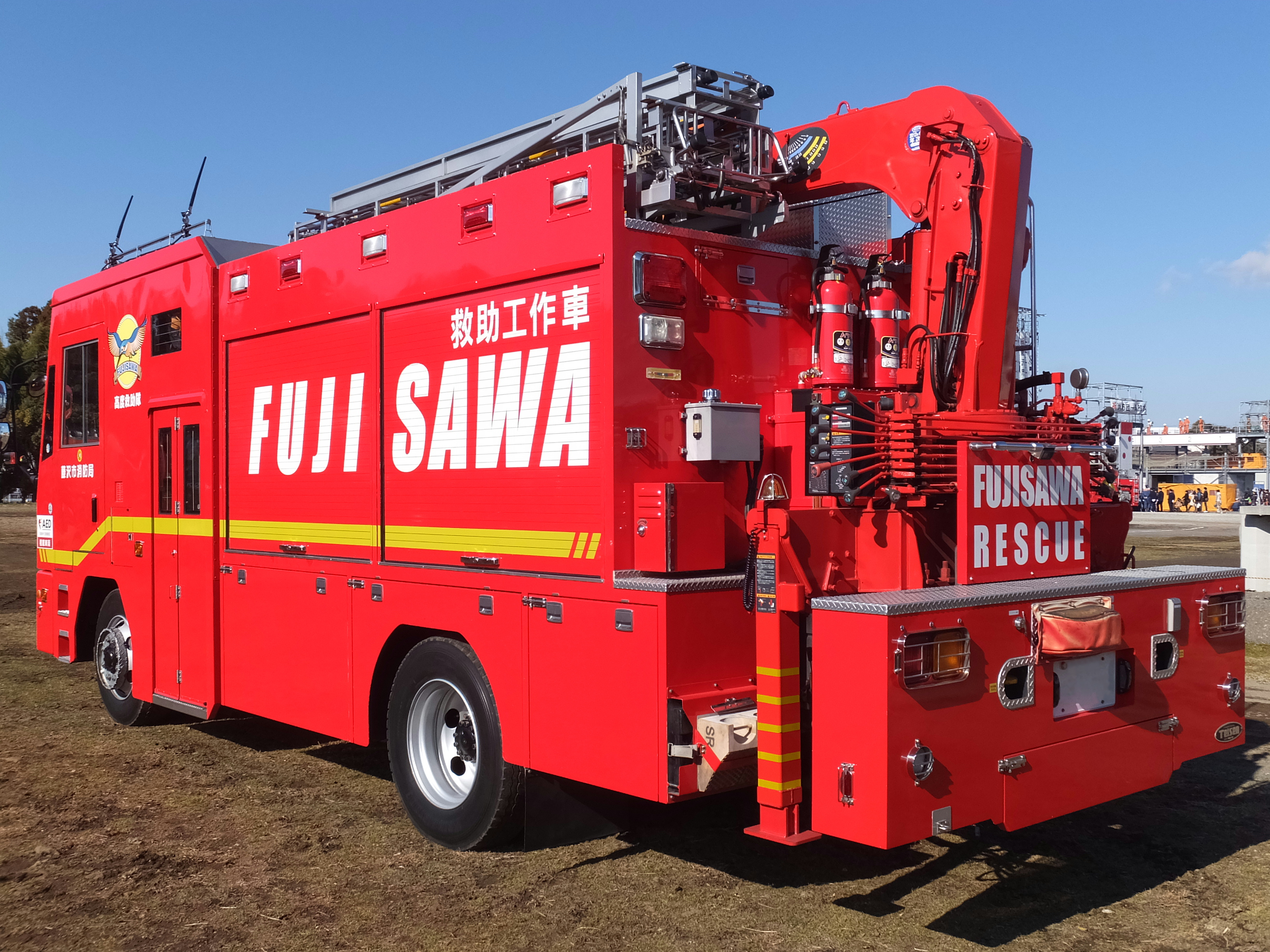
後部クレーンを装備しているバス型のII型 （後部） （旧車両） 藤沢市消防局
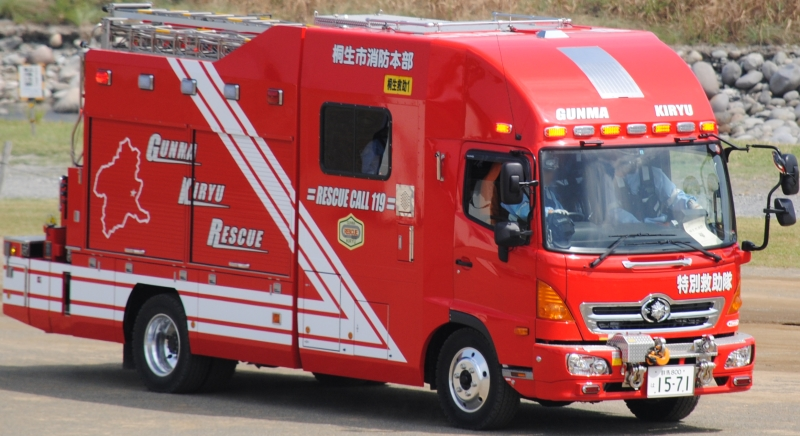
後部クレーンを装備しているバス型のII型 （前部） 桐生市消防本部
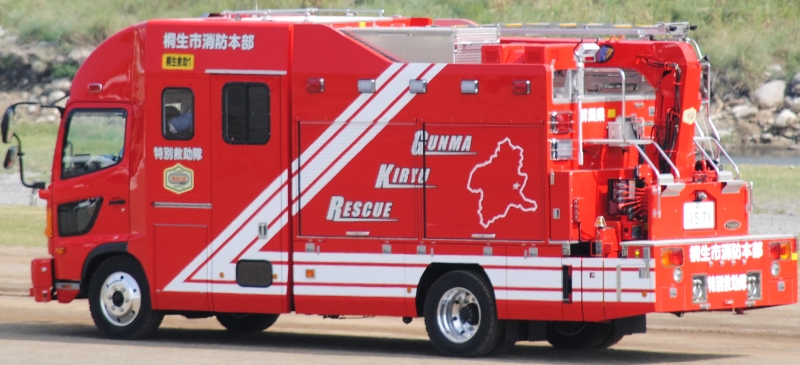
後部クレーンを装備しているバス型のII型 （後部） 桐生市消防本部
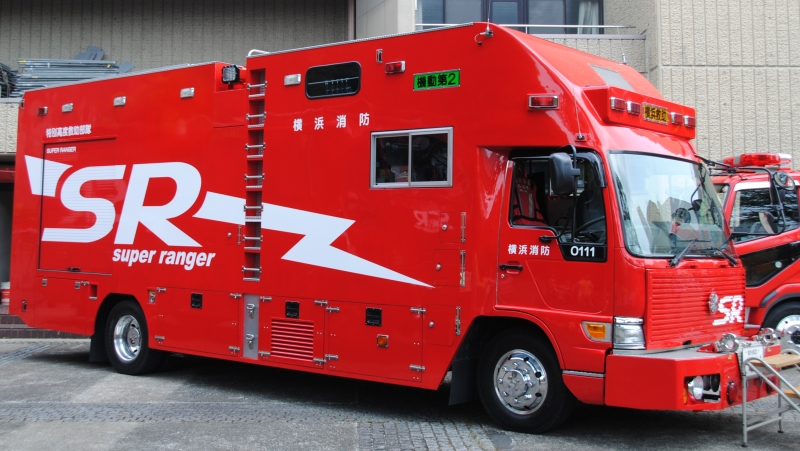
後部クレーンを装備していないバス型のII型 （旧車両） 横浜市消防局
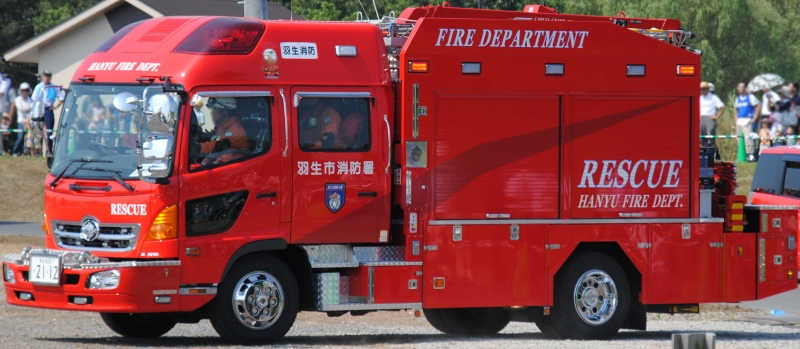
ハイルーフ型のII型 羽生市消防本部
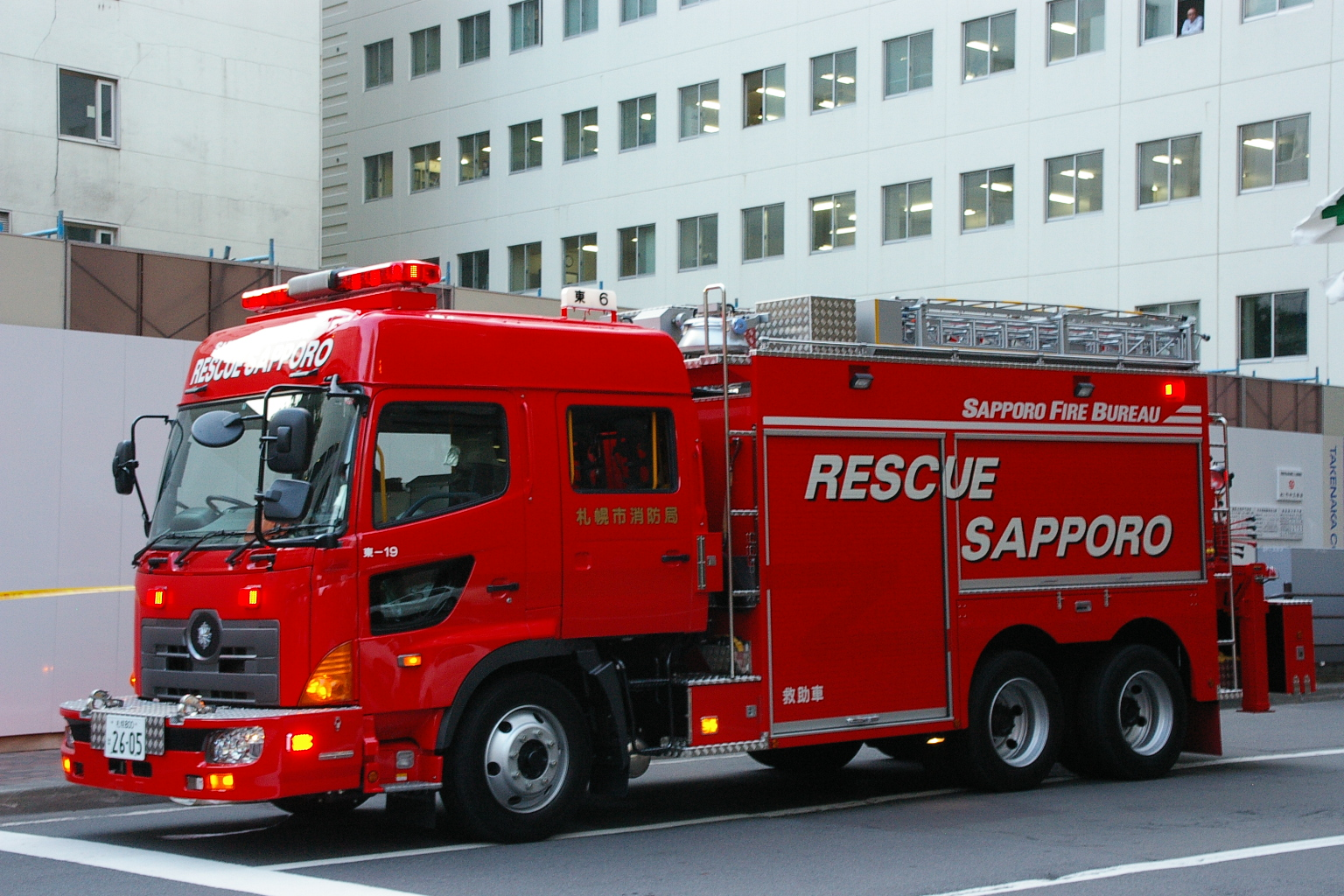
10tシャーシを使い 船外機など水難救助 資機材を積載しているハイルーフ型のII型 札幌市消防局
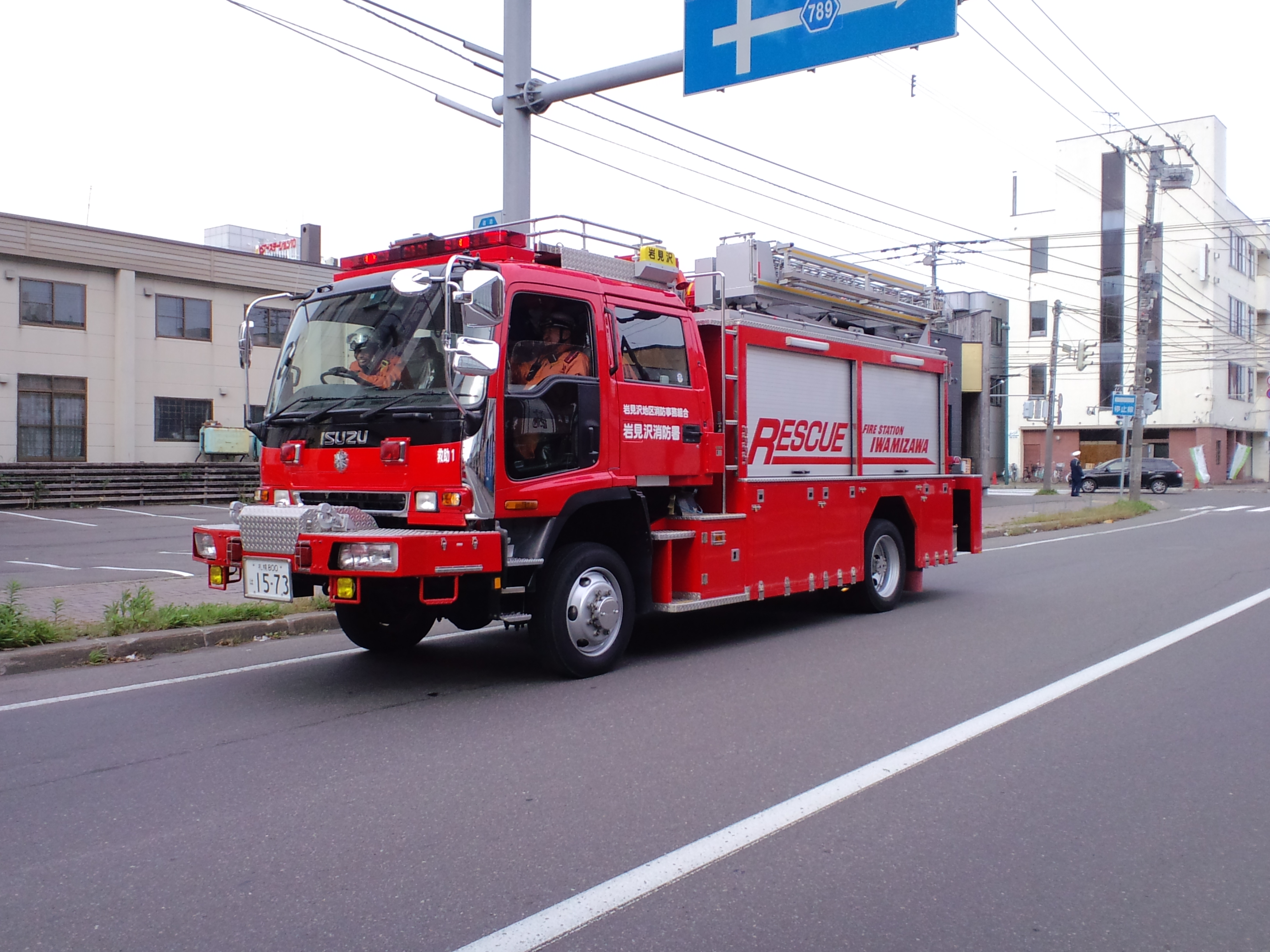
外見は高床型のIII型で あるが積載資機材から II型に分類される車両 岩見沢地区消防事務組合

### 救助工作車 III型

高度救助隊
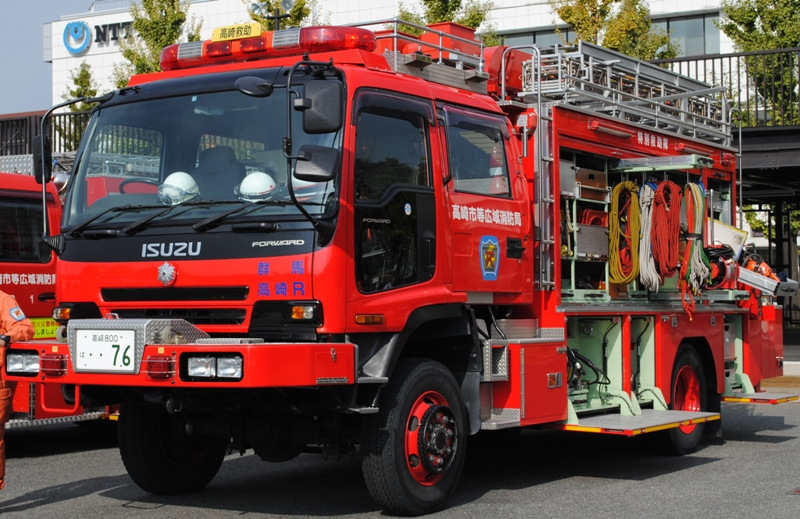
高度救助隊運用 （高床型） 高崎市等広域消防局
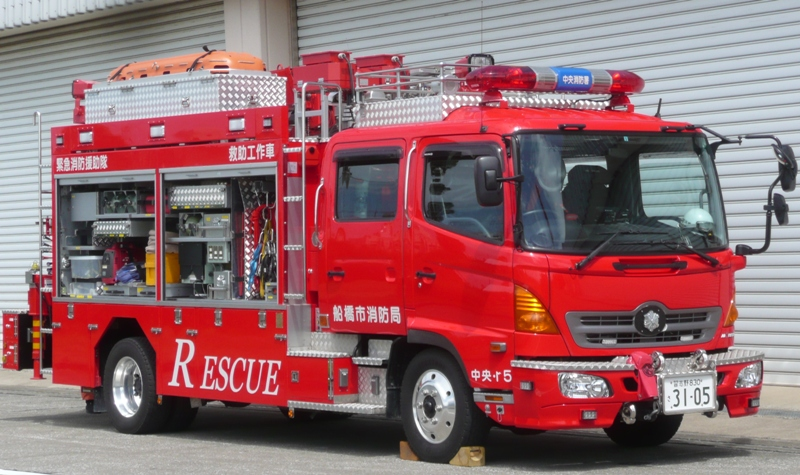
高度救助隊運用 （低床型） 船橋市消防局
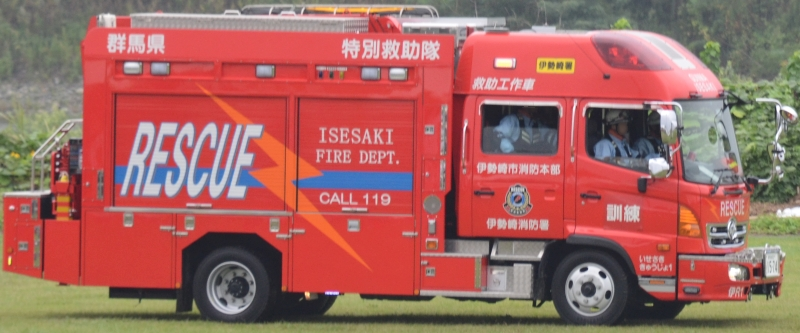
ハイルーフ型のIII型 （低床型） 伊勢崎市消防本部

阪神・淡路大震災を教訓に設定された、震災対応救助車両。主に東京都及び政令指定都市に設置されている特別高度救助隊と中核市に配備されている高度救助隊が運用している（特別救助隊が運用している場合もある）。 
II型の車両をベースに高度救助資機材（電磁波人命探査装置、ボーカメ等）を積載できるよう7〜10tクラスのトラックシャーシ（4WD）をベースに架装されている。
震災時の瓦礫が散乱する悪路に対応するために当初は除雪車やウニモグ、パリ・ダカールラリーに出場したラリーカーベースの超高床型の車両も存在していたが、
悪路に強い一方で大型ゆえに通常の市街地では取り回し等が悪く、運用上の理由から現在では高床型、又は低床型に移行し、外見上ではII型と同じ車両になっている。

クレーンを装備していない、ベースのトラックシャーシが2WDである、高度救助資機材を「収納するスペースが無い」「収納すると最大積載量を超えてしまう」「積載していない」等、III型の要件を満たしていない車両はII型となる。

II型と同様、近年では、車内で救助資機材の着装などを楽に行なえるハイルーフ型や、救助資機材の収納・取り出しや装備の着装などを楽に行なえる広い後部スペースをもつバス型の車両を導入する自治体が増えている。

特別高度救助隊
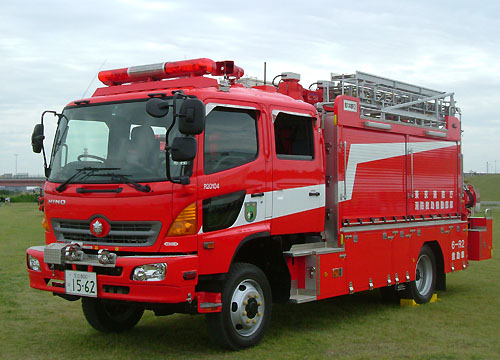
消防救助機動部隊 ハイパーレスキュー （高床型） 東京消防庁
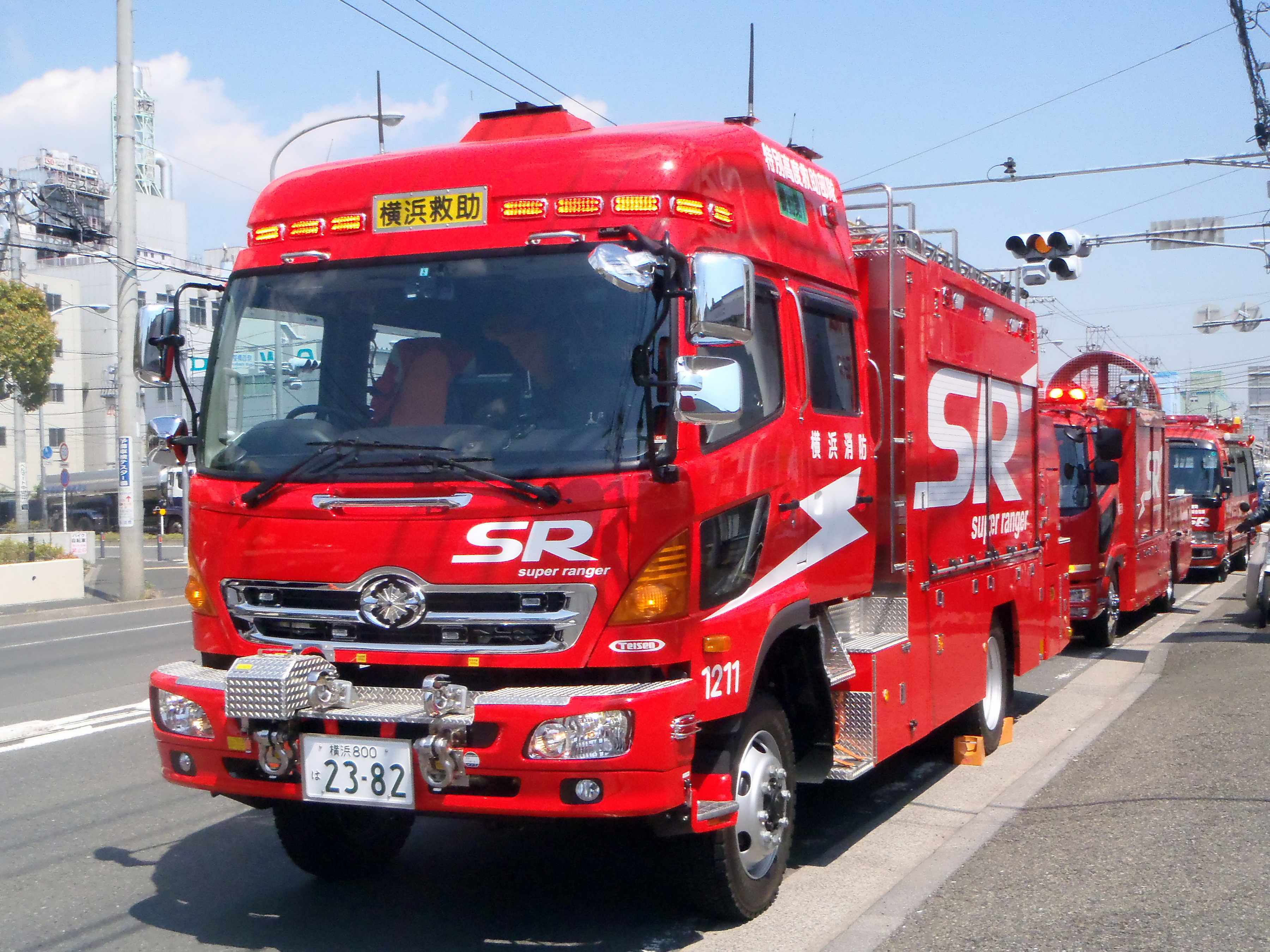
特別高度救助部隊 スーパーレンジャー ハイルーフ型 （高床型） 横浜市消防局
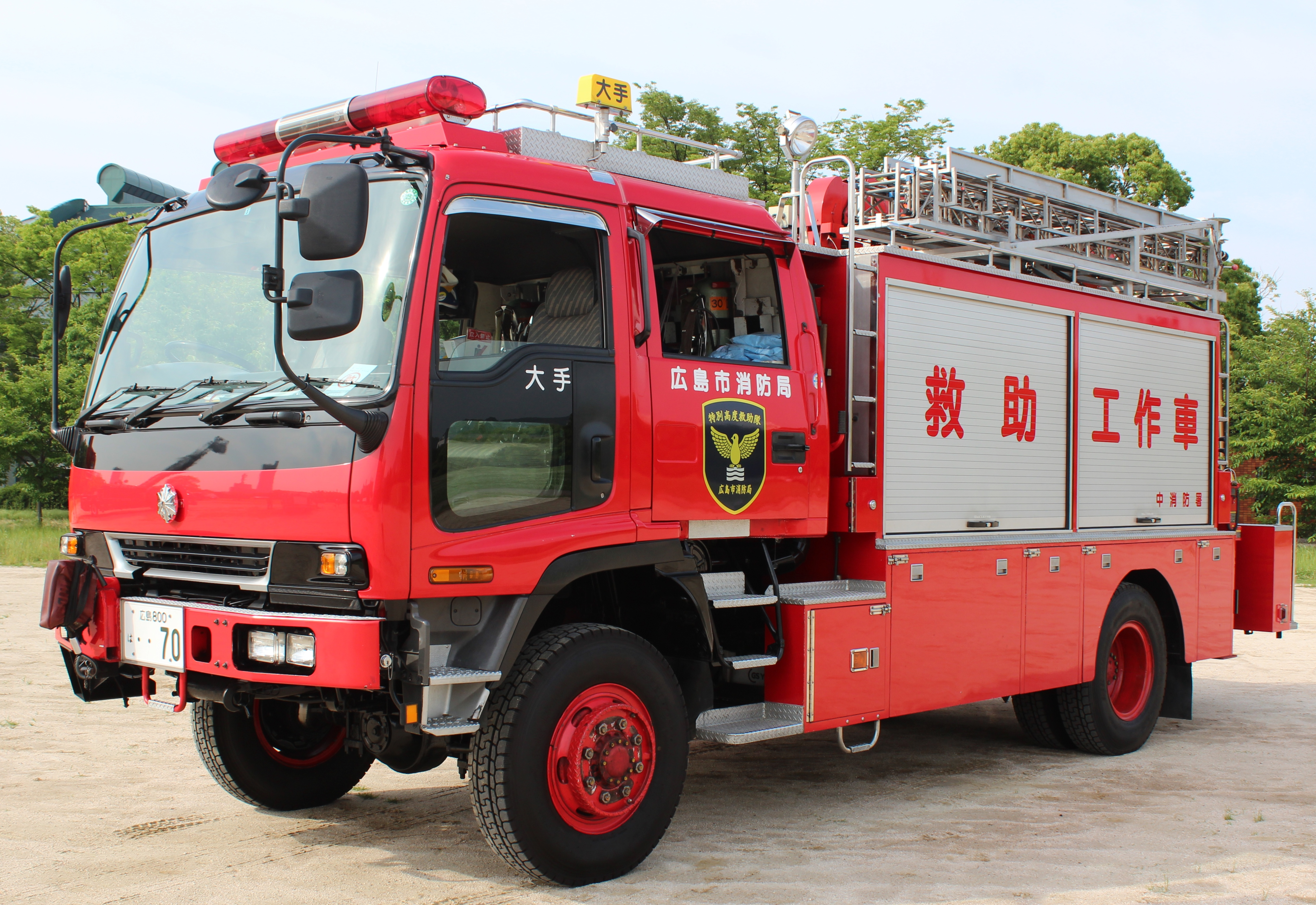
特別高度救助隊 ハイパーレスキュー ひろしま （高床型） 広島市消防局
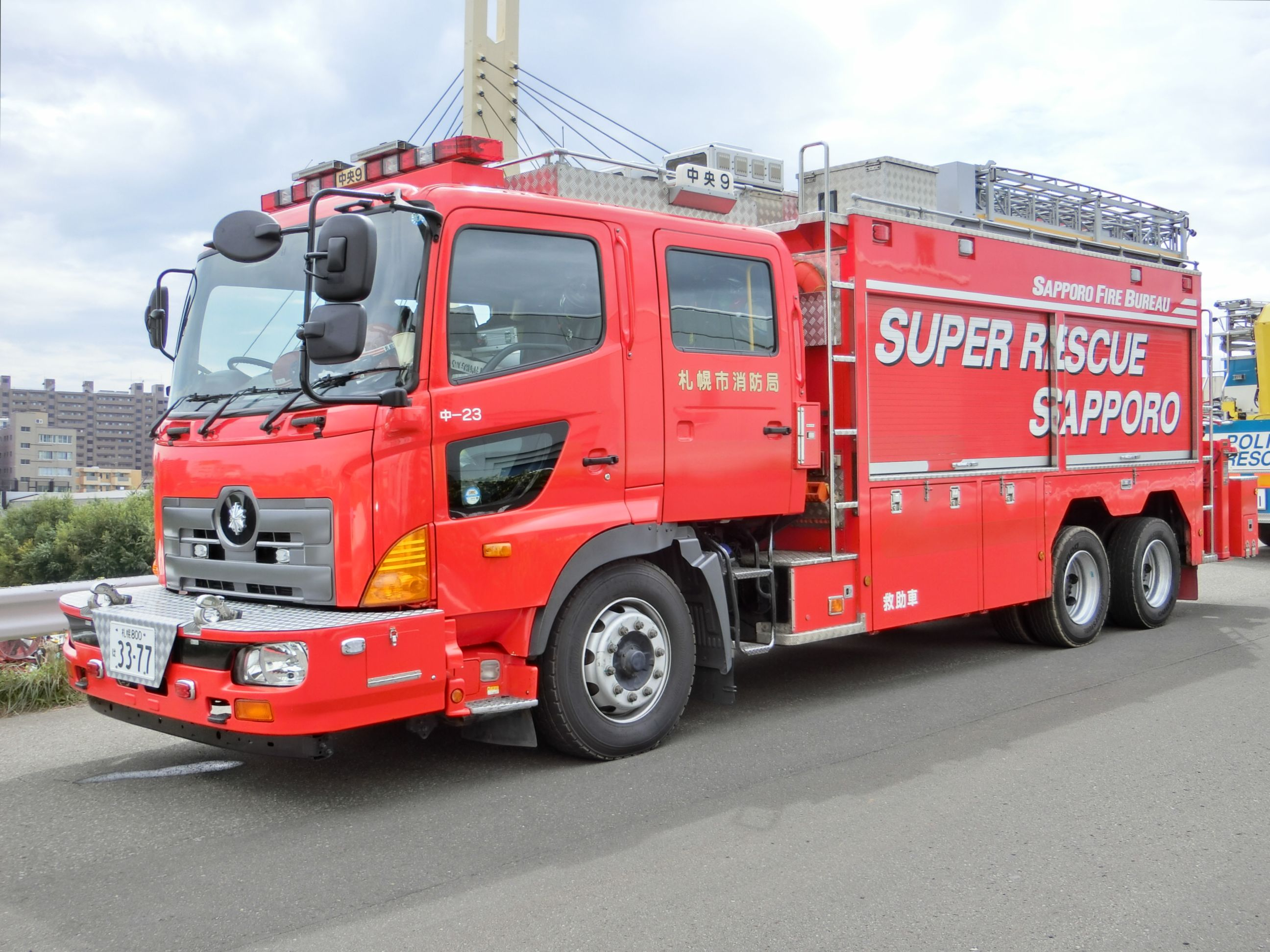
特別高度救助隊 スーパーレスキュー サッポロ 10tシャーシベース 札幌市消防局
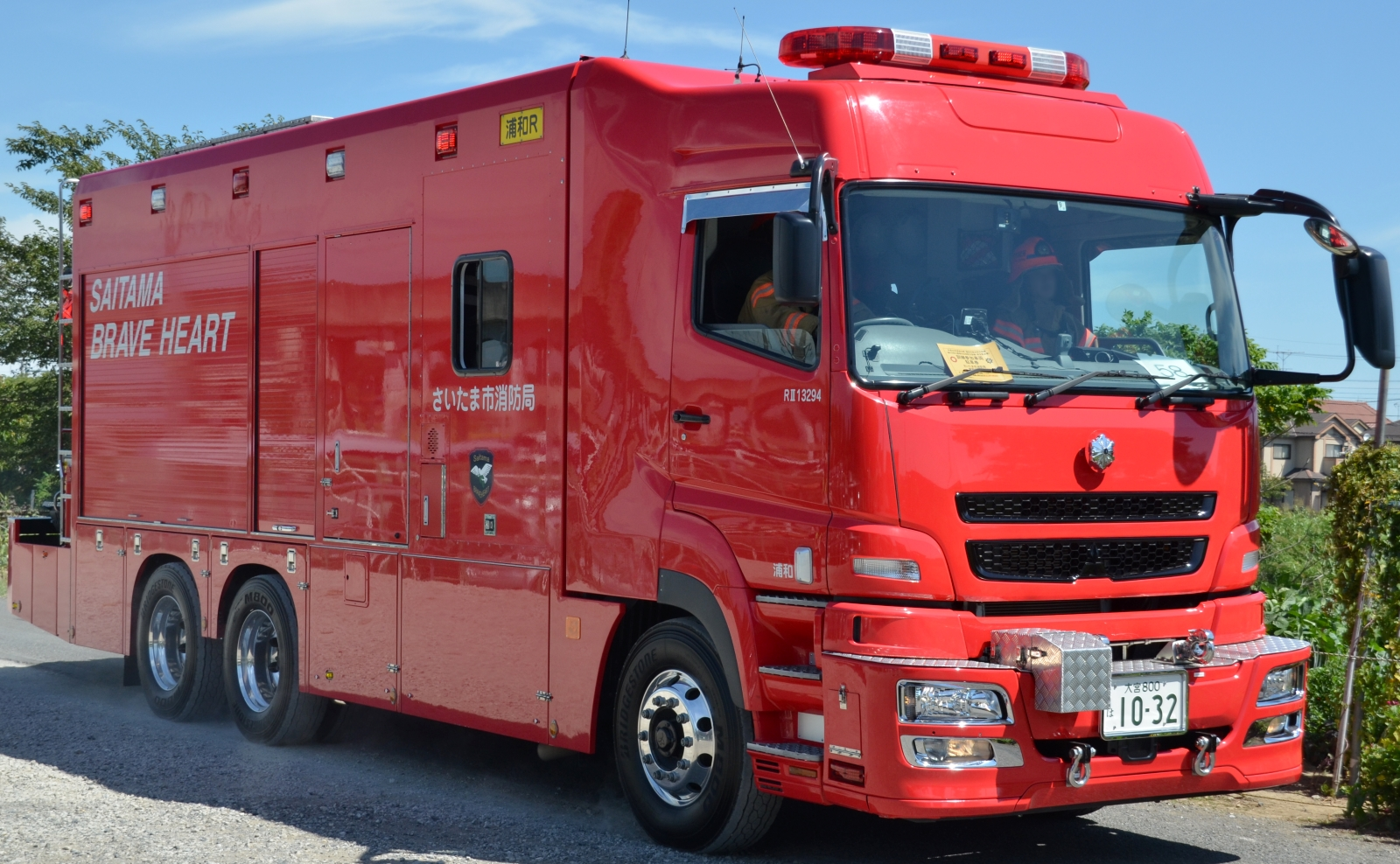
特別高度救助隊 さいたま ブレイブハート 10tシャーシバス型 さいたま市消防局
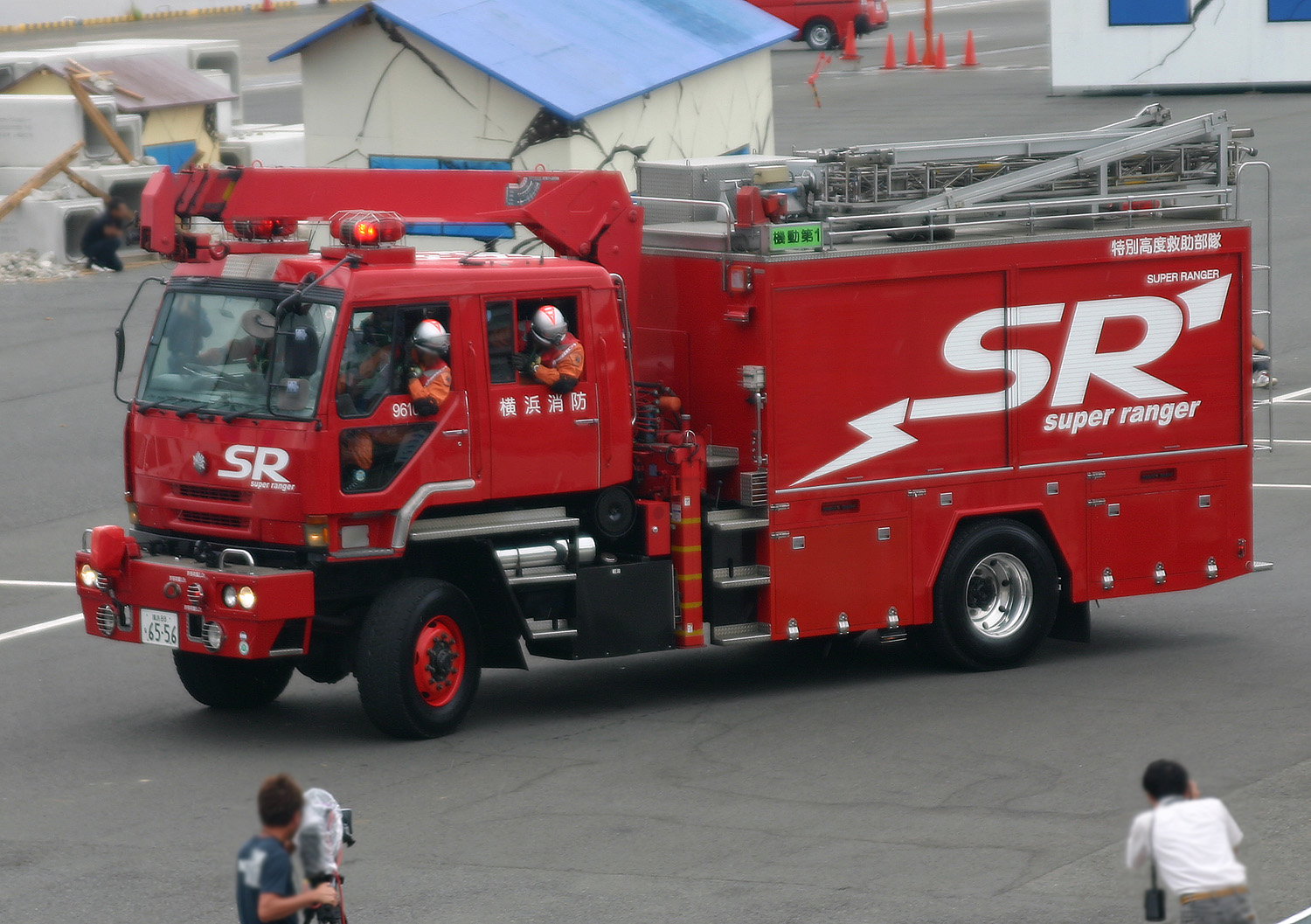
除雪車ベース （超高床型） （旧車両） 横浜市消防局

- 特別高度救助部隊
スーパーレンジャー
ハイルーフ型
（高床型）
横浜市消防局
- 特別高度救助隊
ハイパーレスキュー
ひろしま
（高床型）
広島市消防局
- 特別高度救助隊
スーパーレスキュー
サッポロ
10tシャーシベース
札幌市消防局
- 特別高度救助隊
さいたま
ブレイブハート
10tシャーシバス型
さいたま市消防局
- 除雪車ベース
（超高床型）
（旧車両）
横浜市消防局

- 高度救助隊
- 高度救助隊運用
（高床型）
高崎市等広域消防局
- 高度救助隊運用
（低床型）
船橋市消防局
- ハイルーフ型のIII型
（低床型）
伊勢崎市消防本部

### 救助工作車 IV型
III型と同じく阪神・淡路大震災後に設定された震災用救助車両。IV型は大規模災害派遣時に緊急消防援助隊として航空自衛隊のC-130及びC-2で輸送される事を前提としている。2台一組で運用される。
平成8年に自治省（現在の総務省）消防庁が指定した東京消防庁、大阪市消防局、名古屋市消防局、福岡市消防局の各本部に無償配備された。一隊につき2台を1組としてペアで運用される。
総務省消防庁が配備した初代の車両はトヨタ・スーパーダイナの2tシャーシをベースにモリタが架装しており、足回りと4駆のメカニズムはメガクルーザーの機構を採用していた。
配置先のうち、大阪市消防局は平成19年度に2台とも日野・デュトロ4WDベースの車両（市が単独で購入。架装はモリタ）に更新し、東京消防庁は2010年に、名古屋市消防局は2012年にそれぞれいすゞ・エルフベースの車両に更新され福岡市も日野デュトロに更新された。
当初は自治体単独で導入するのではなく、総務省消防庁から指定を受けた本部にのみの配備であったが、浜松市消防局が市単独でダブルキャブ・ポンプ搭載型とシングルキャブ・資機材搬送特化型としたIV型車両を山岳地帯を管轄する天竜消防署に配備した。
2012年にさいたま市消防局も、市単独で大宮消防署特別高度救助隊の救助工作車III型をIV型で初めてのバス型車両に更新している。
6本部の共通点は、政令指定都市であり、行政区内にIV型車両を輸送するC-130輸送機の離着陸が可能な空港などの施設がある事である。
また、大阪市消防局では狭隘な地区が多数ある事から、車輌が直近部署できない事が多く、迅速な救助活動に支障をきたす事から救助工作車をIII型3台以外すべてIV型に更新した。
2013年には、総務省消防庁が大規模震災用高度救助車として高圧エンジンコンプレッサーを装備したERと、空気充填用電動コンプレッサーを装備したARを、横浜市消防局・京都市消防局・浜松市消防局に配備した。大規模震災用高度救助車ER及びARは規格上、救助工作車IV型であるため、2台一組で運用される。
2013年10月16日に発生した台風26号による災害で被害の大きかった伊豆大島に、消防相互応援協定として東京消防庁から救助工作車IV型が派遣された。

平成30年7月豪雨では京都市消防局 の大規模震災用高度救助車の電源を活用した削岩作業を行った。

2018年9月6日に発生した北海道胆振東部地震では北海道初の震度7を観測し、大規模土砂災害 による家屋倒壊等の甚大な被害を受けた厚真町へ緊急消防援助隊 として派遣された。

主な隊は神奈川県隊として横浜市消防局の大規模震災用高度救助車ER及びARが入間基地から第403飛行隊所属C-2輸送機 を使用し千歳基地経由で被災地へ派遣され、
東京都隊として東京消防庁 の救助工作車IV型（2台一組）が大洗港からフェリーを使用し苫小牧港経由で被災地へ派遣された。

なお、省庁間協力として総務省消防庁からの依頼に基づいた航空自衛隊による緊急消防援助隊IV型救助工作車の輸送でC-2輸送機を使用した初めての事例となった。
2024年1月1日に発生した能登半島地震では東京消防庁の第九方面の消防救助機動部隊（ハイパーレスキュー）の救助工作車Ⅳ型と横浜市消防局特別高度救助部隊および能見台特別救助隊の大規模震災用高度救助車を入間基地よりC-130 (航空機)に積載し派遣。

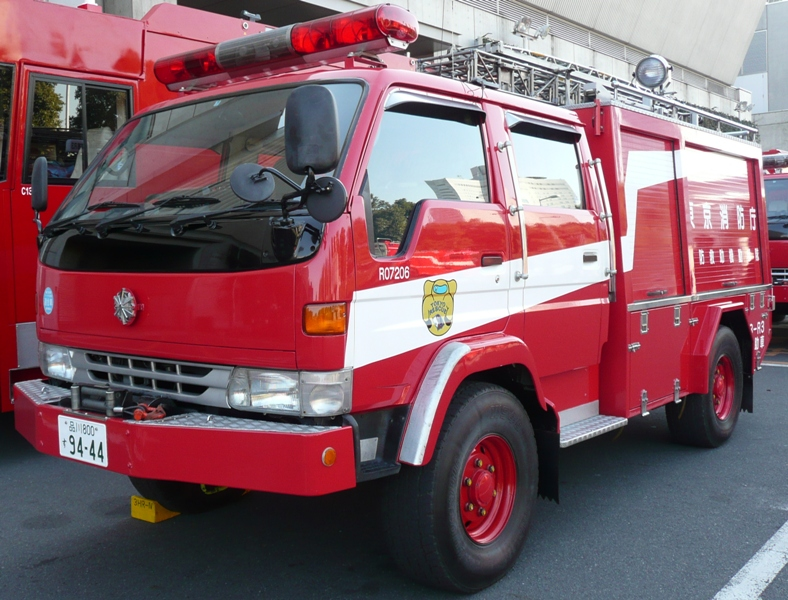
初代(無償配備)車両 東京消防庁
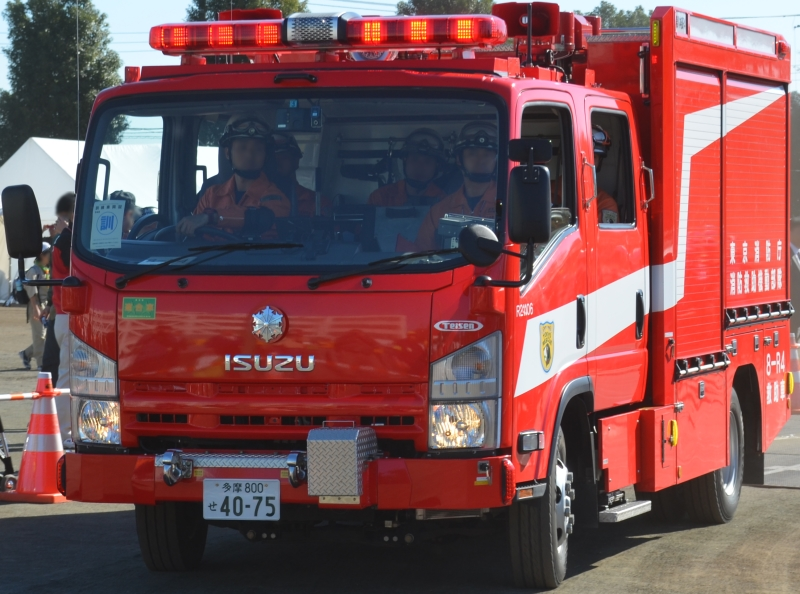
2代目(更新)車両 東京消防庁
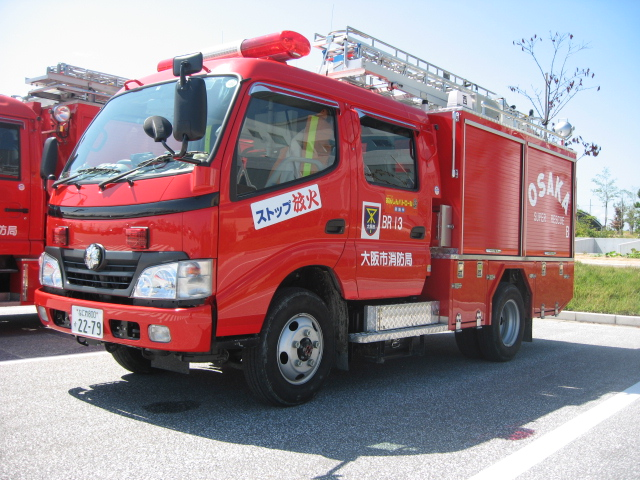
2代目(更新)車両 大阪市消防局
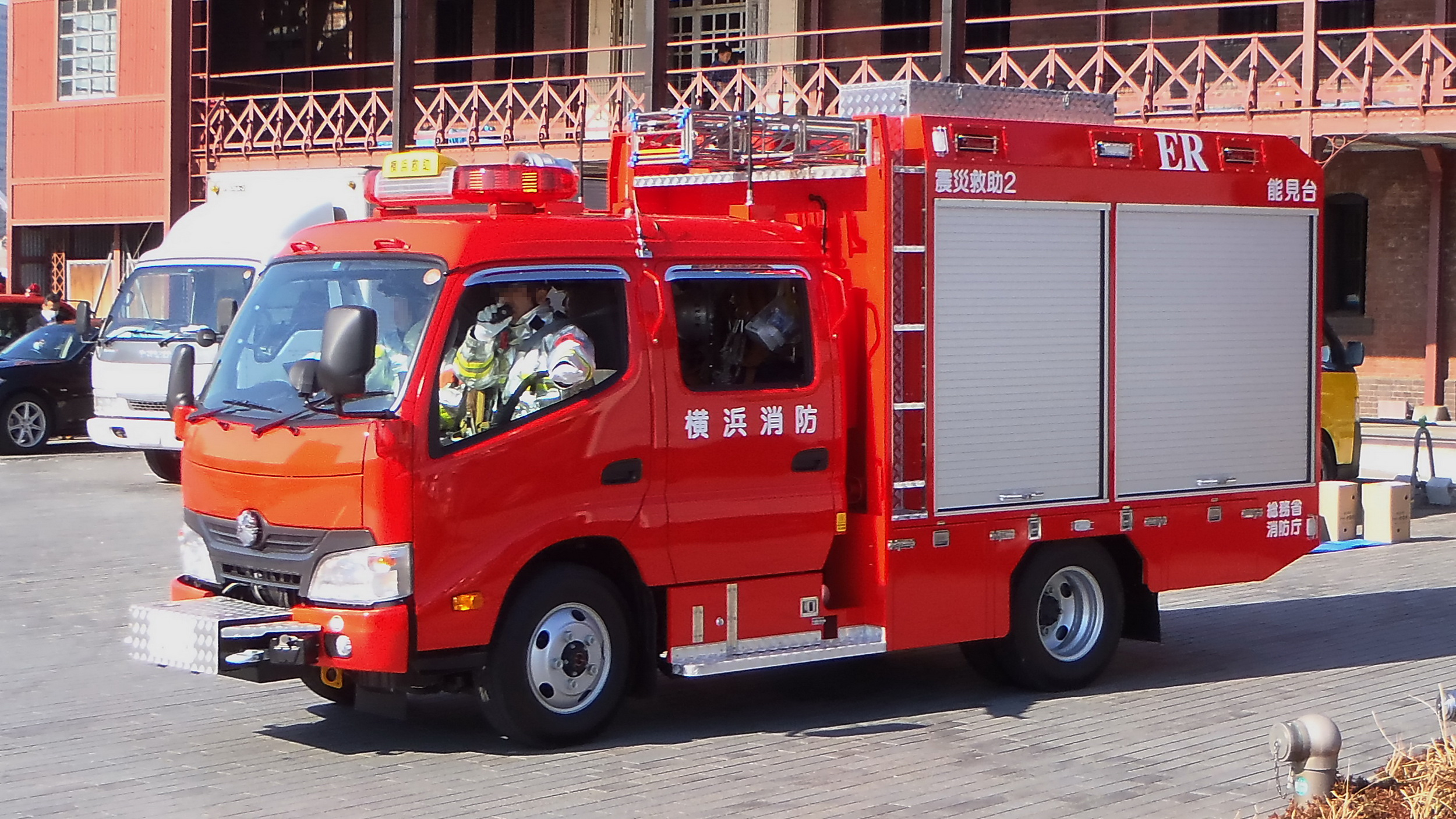
大規模震災用 高度救助車（ER） 横浜市消防局
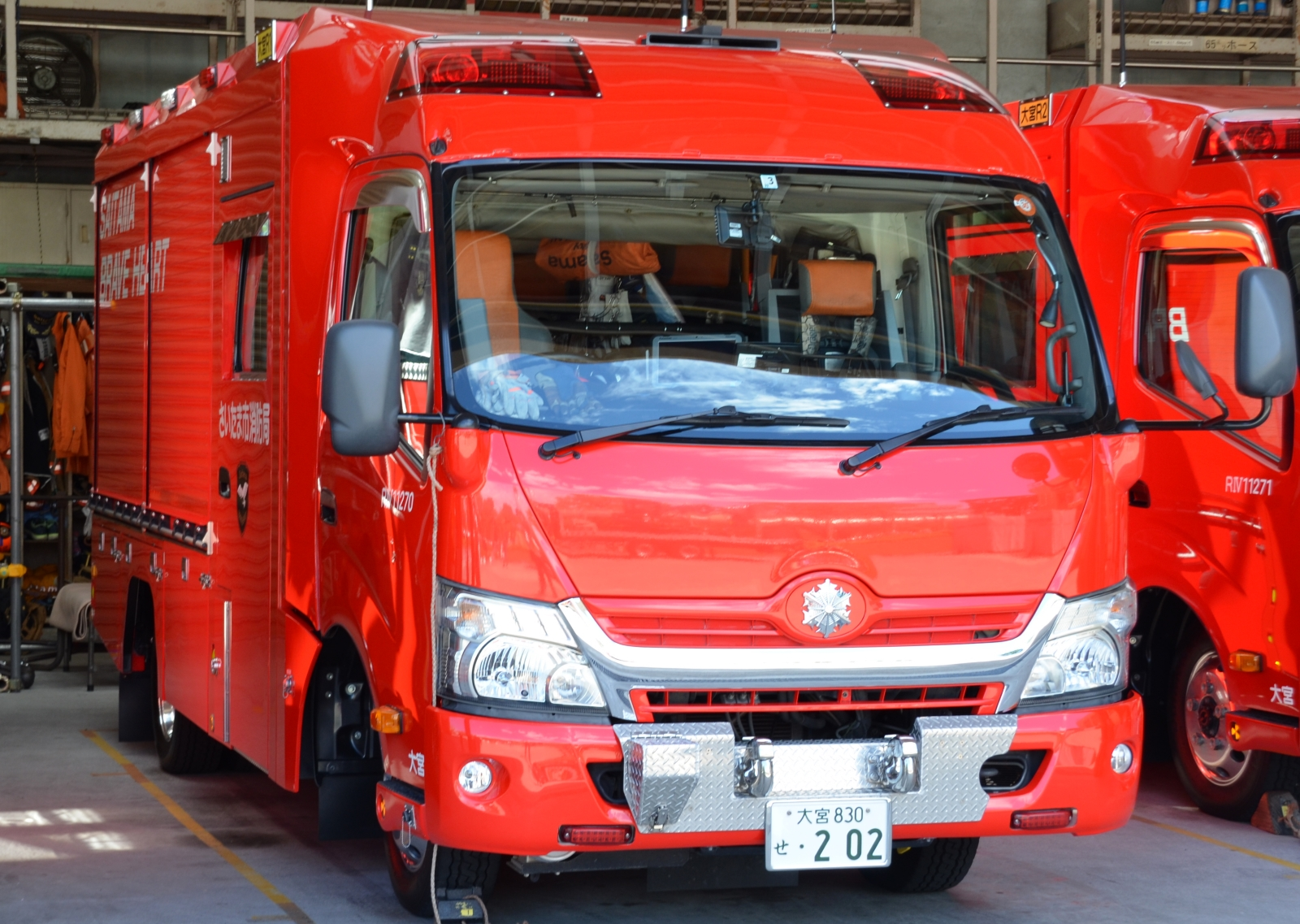
バス型車両 さいたま市消防局